# Robert A. Dickey
Pour les articles homonymes, voir Dickey.
Robert Allen Dickey (né le 29 octobre 1974 à Nashville, Tennessee, États-Unis) est un lanceur droitier de baseball qui a évolué en Ligue majeure de 2001 à 2016. 
Avec Steven Wright, Dickey est en 2016 l'un des deux lanceurs de balle papillon actifs dans les majeures. Il gagne en 2012 avec les Mets de New York le trophée Cy Young du meilleur lanceur de la Ligue nationale.

## Carrière

### Débuts
R. A. Dickey est drafté le 3 juin 1993 par les Tigers de Détroit, mais il préfère repousser l'offre et poursuivre ses études à l'Université du Tennessee où il porte les couleurs des Volunteers du Tennessee.
Dickey est membre de l'équipe des États-Unis qui remporte la médaille de bronze lors du tournoi olympique en 1996.

### Rangers du Texas
Drafté avant les Jeux olympiques, le 4 juin 1996, par les Rangers du Texas au premier tour (18e choix), il paraphe son contrat professionnel après le rendez-vous d'Atlanta, le 12 septembre 1996 et touche à cette occasion un bonus de 75 000 dollars.
Il débute en Ligue majeure le 22 avril 2001 après quatre saisons en Ligues mineures.
Devenu agent libre après la saison 2006, il s'engage le 10 janvier 2007 avec les Brewers de Milwaukee pour une saison, mais passe l'année 2007 en entier chez les Nashville Sounds, en ligue mineure.

### Mariners de Seattle

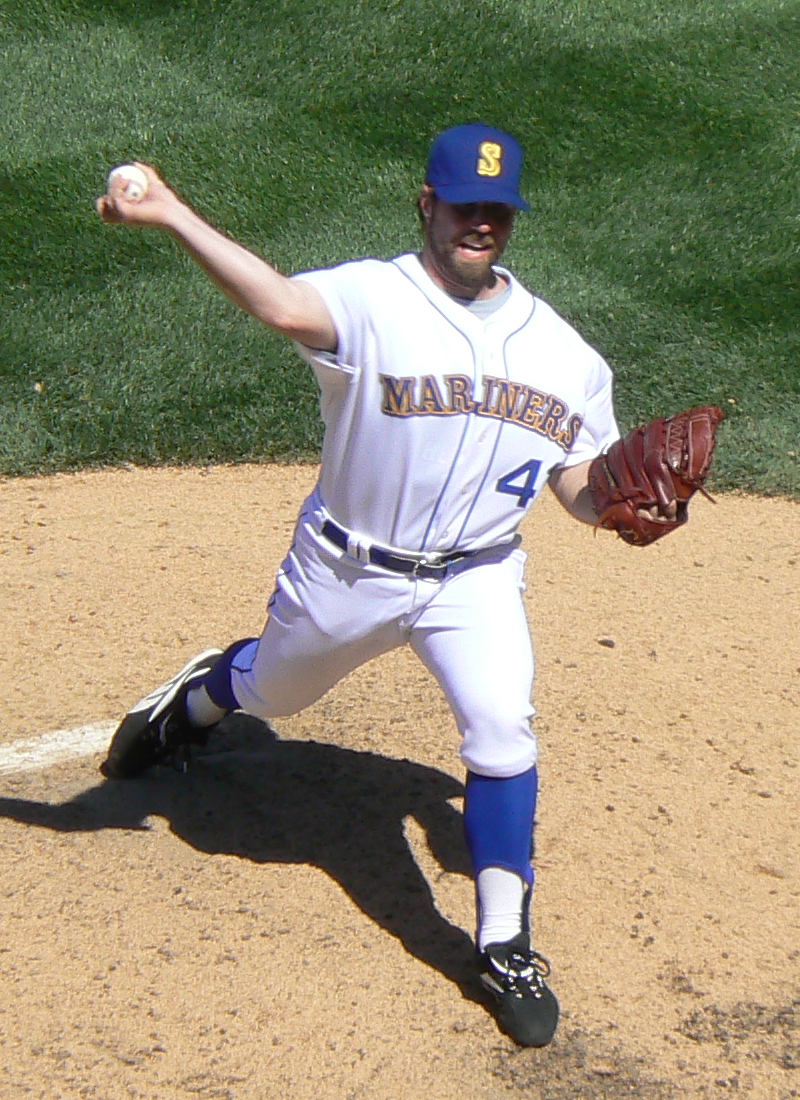
Dickey en 2008 avec les Mariners.

Il signe ensuite avec les Twins du Minnesota le 29 novembre 2007 mais est passe aux Mariners de Seattle le 6 décembre 2007 via le repêchage de règle 5.

#### Transition vers un lanceur de balle papillon
Dickey n'a pas de ligament collatéral ulnaire dans son coude droit. Cette découverte faite par les médecins des Rangers du Texas au début de sa carrière prive Dickey d'une somme d'argent importante : l'équipe lui offrait un boni de 810 000 dollars à la signature d'un premier contrat, mais réduit cette offre à seulement 75 000 dollars après l'évaluation médicale. Instruit par les médecins qu'une longue carrière de lanceur au baseball ne serait sûrement pas à sa portée, Dickey décide vers 2008 de devenir un lanceur de balle papillon. La transition vers ce type de lancer ne se fait pas sans heurts : le 17 août 2008, le porte-couleurs des Mariners égale un record des majeures avec quatre mauvais lancers dans une même manche, une marque peu enviable qu'il partage avec le légendaire Walter Johnson, Ryan Madson, Kevin Gregg et un autre lanceur de balle papillon, Phil Niekro.

### Twins du Minnesota
Au terme de la saison 2008, il rejoint les Twins du Minnesota, et joue cette fois sous les couleurs des Twins en Ligue majeure.

### Mets de New York

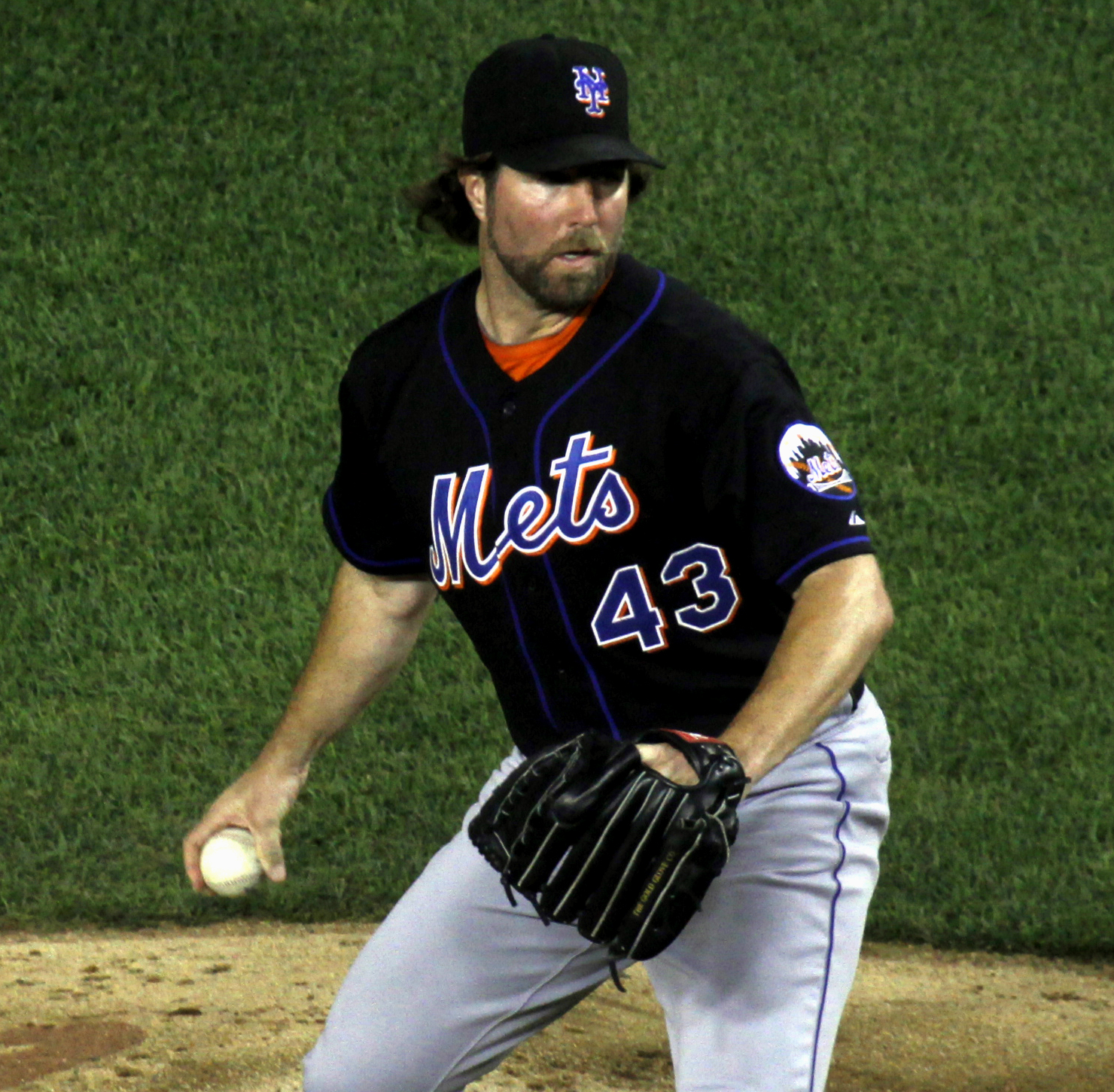
En 2012 avec les Mets, R. A. Dickey gagne le trophée Cy Young du meilleur lanceur.

#### Saison 2010
Dickey rejoint les Mets de New York en janvier 2010. Les Mets utilisent Dickey comme lanceur partant durant la saison 2010. Le 13 août au Citi Field, il lance un match d'un seul coup sûr dans une victoire de 1-0 de son équipe sur les Phillies de Philadelphie. Dickey accorde son seul coup sûr en sixième manche à son vis-à-vis, le partant des Phillies Cole Hamels. Il connaît une excellente saison avec une moyenne de points mérités de 2,84 en 174 manches et un tiers lancées, sa plus importante charge de travail depuis son entrée dans les majeures, et 11 victoires.

#### Saison 2011
En 2011, il lance 208 manches et deux tiers et présente une moyenne de points mérités de 3,28 mais un dossier victoires-défaites négatif de 8-13.

#### Saison 2012
Dickey est en 2012 le seul lanceur de balle papillon dans les majeures.
Dickey gagne en 2012 le trophée Cy Young du meilleur lanceur de la Ligue nationale. Âgé de 38 ans au moment de recevoir ce prix, Dickey est le second lanceur le plus âgé à le gagner pour la première fois après Early Wynn en 1959. En 34 matchs joués, dont 33 départs (un sommet dans la Nationale), Dickey remporte 20 victoires contre 6 défaites et maintient la deuxième meilleure moyenne de points mérités (2,73) de la ligue derrière Clayton Kershaw des Dodgers de Los Angeles. Il est deuxième des majeures et de la Ligue nationale pour les victoires avec une de moins que Gio Gonzalez de Washington, premier de la Nationale pour les retraits sur des prises avec 230, un de plus que Kershaw. Il est premier de la Nationale et deuxième des majeures pour les matchs complets (5) et les blanchissages (3). Avec 233 manches et deux tiers lancées, il est second des majeures après Justin Verlander des Tigers de Détroit. 
Le 13 juin 2012 lors d'une visite des Mets aux Rays de Tampa Bay, Dickey lance un match d'un seul coup sûr. La partie est quelque peu controversée puisque le seul coup sûr des Rays, réussi par B. J. Upton, aurait dû selon certains être qualifiée d'erreur défensive par le marqueur officiel, assurant ainsi Dickey d'un match sans point ni coup sûr. Dans le même match, Dickey voit un point (non mérité, résultat d'une erreur de David Wright) porté à sa fiche, mettant un terme à une séquence de 32 manches et deux tiers sans accorder de point, ce qui bat le précédent record de franchise des Mets (31 manches et deux tiers) établi par Jerry Koosman en 1973. À son départ suivant le 18 juin, Dickey lance un autre match d'un coup sûr, cette fois contre les Orioles de Baltimore, pour devenir le premier lanceur des majeures à réussir deux matchs d'un coup sûr de suite depuis Dave Stieb en 1988 et le premier dans la Ligue nationale depuis Jim Tobin en 1944. Selon le Elias Sports Bureau, Dickey est le premier lanceur de l'histoire à enregistrer au moins 8 retraits sur des prises et à ne pas accorder de point mérité dans 5 départs consécutifs depuis que la statistique des points mérités est devenue officielle dans la Ligue nationale en 1912 puis dans la Ligue américaine en 1913. Jamais depuis 1900 un lanceur des Ligues majeures n'avait accordé deux points ou moins et totalisé au moins 60 retraits sur des prises dans une séquence de 6 départs. 
La série de manches consécutives sans accorder de point mérité s'arrête à 44 manches et deux tiers. Elle prend fin à la troisième manche du match du 24 juin lorsque Mark Teixeira frappe un ballon sacrifice qui fait marquer Curtis Granderson des Yankees dans un match entre les deux équipes new-yorkaises au domicile des Mets. C'est le premier point mérité à apparaître à sa fiche depuis le 22 mai contre Pittsburgh. Il rate de peu le record d'équipe de 49 manches sans accorder de point mérité, marque établie en 1985 par Dwight Gooden.
Dickey est élu meilleur lanceur du mois de juin dans la Ligue nationale grâce à 5 victoires et une moyenne de points mérités de 0,93.
En juillet, Dickey est invité pour la première fois, à l'âge de 37 ans, au match des étoiles du baseball majeur.

### Blue Jays de Toronto
Le 17 décembre 2012, les Mets de New York transfèrent R. A. Dickey, le receveur des majeures Josh Thole et le receveur des mineures Mike Nickeas aux Blue Jays de Toronto, en retour du receveur John Buck, des joueurs d'avenir Travis d'Arnaud (un receveur) et Noah Syndergaard (un lanceur droitier), et du voltigeur des mineures Wuilmer Becerra. Les Mets n'étant pas disposés à acquiescer aux exigences salariales de Dickey, l'échange a lieu lorsque Toronto s'engage à accorder au lanceur une prolongation de contrat de 29 millions de dollars pour trois saisons ainsi qu'une année d'option à 12 millions de dollars pour 2016.

#### Saison 2013
Dickey connaît une saison difficile en 2013, à l'image des Blue Jays dans leur ensemble. En 34 matchs joués, le plus grand nombre des majeures, il voit sa moyenne de points mérités enfler à 4,21 en 224 manches et deux tiers lancées. Il réussit néanmoins 3 matchs complets dont un blanchissage. Avec 177 retraits sur des prises, sa moyenne de retraits au bâton passe de 8,9 la saison précédente à 7,1. Il remporte 14 victoires, son second plus haut total en carrière, mais encaisse 13 défaites.

#### Saison 2014
Il abaisse sa moyenne de points mérités à 3,71 en 215 manches et deux tiers lancées en 2014. Sa fiche victoires-défaites est exactement la même qu'en 2013 : 14 gains, 13 revers. En 34 départs, une fois de plus le plus haut total des majeures, il réussit un match complet et compile 173 retraits sur des prises. Il est aussi le lanceur de la Ligue américaine qui atteint le plus de frappeurs adverses (14).

#### Saison 2015
En 2015, Dickey lance 214 manches et un tiers en 33 départs, remporte 11 victoires contre 11 défaites et maintient une moyenne de points mérités de 3,91. Il lance particulièrement bien en seconde moitié de saison, avec une moyenne de 2,88 à ses 14 derniers départs. À titre de comparaison, sa moyenne s'était élevée à 2,60 lors des 14 derniers départs effectués en 2012, l'année où il avait remporté le trophée Cy Young. À ses 8 derniers départs de l'année au Centre Rogers, sa fiche est de 6-0 et sa moyenne à 1,94.
À moins de 3 semaines de ses 41 ans, Dickey joue son premier match éliminatoire le 12 octobre 2015, n'allouant qu'un point à son ancien club, les Rangers du Texas, alors que les Blue Jays évitent l'élimination dans le 4e match de leur Série de division. Sa balle papillon n'est en revanche pas à son mieux quelques jours plus tard, alors qu'il est victime de 5 points, dont 4 mérités, et de deux coups de circuit en un départ de seulement une manche et deux tiers contre Kansas City lors du 4e match de la Série de championnat de la Ligue américaine,.
Après l'élimination des Blue Jays, le club torontois décide de se prévaloir de l'option au contrat de Dickey et de le ramener dans l'effectif pour un salaire de 12 millions de dollars en 2016.

### Braves d'Atlanta
Le 10 novembre 2016, Dickey signe un contrat d'un an avec les Braves d'Atlanta.

## Vie personnelle

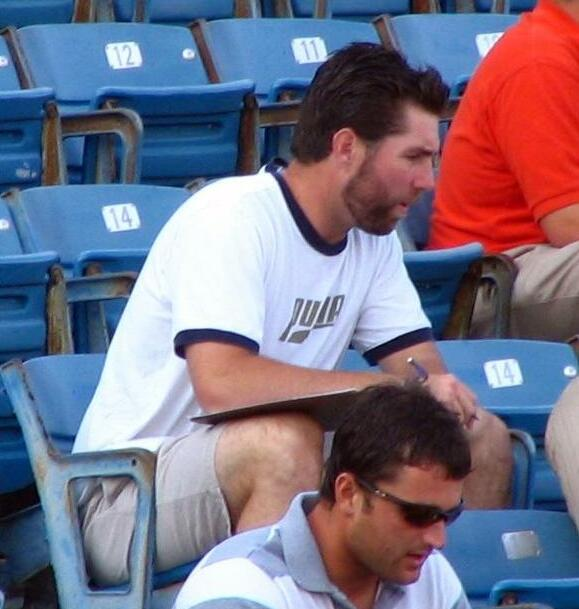
Dickey dans les estrades du stade Herschel Greer à Nashville en 2006, alors qu'il joue en ligues mineures pour les RedHawks d'Oklahoma.

Inspiré par la lecture à l'âge de 11 ans d'une nouvelle d'Ernest Hemingway, Les Neiges du Kilimandjaro, Dickey accomplit en janvier 2012 l'ascension du Kilimandjaro, accompagné de son ancien coéquipier des Twins du Minnesota Kevin Slowey et du receveur de l'enclos de relève des Mets de New York Dave Racaniello. Le tout est réalisé au profit d'une organisation de Mumbai luttant contre le trafic d'êtres humains et l'esclavage sexuel en Inde. De l'aveu de Dickey lui-même, les Mets, qui doivent lui verser 4 millions de dollars en 2012, ne sont pas enthousiasmés par ce défi et l'ont informé qu'en cas de blessure subie là-bas, ils auraient le droit de faire invalider son contrat.
Il publie en 2012 son autobiographie Wherever I Wind Up: My Quest for Truth, Authenticity and the Perfect Knuckleball dans laquelle il révèle avoir été abusé sexuellement par une gardienne d'enfants âgée de 13 ans puis par un adolescent de 17 ans lorsqu'il était âgé de 8 ans. Dickey, âgé de 37 ans lors de la parution du livre, dit avoir gardé le silence sur ces événements jusqu'à l'âge de 31 ans. Dans le même ouvrage, il admet avoir envisagé le suicide dans les années précédant son arrivée chez les Mets de New York. Il aborde également le sujet du dopage dans le sport professionnel et relate un épisode où il trouva une seringue dans les toilettes du vestiaire des Rangers du Texas en 2001.

### Documentaire
R. A. Dickey et Tim Wakefield, un autre lanceur de balle papillon ayant pris sa retraite du baseball après la saison 2011, sont les vedettes du documentaire Knuckleball! de Ricki Stern et Anne Sundberg. Dans le film paru en 2012, les cinéastes suivent les deux joueurs durant la saison de baseball 2011.

## Statistiques
| Saison | Équipe    | G   | GS | CG | SHO | V  | D  | SV | IP    | SO  | ERA   |
| ------ | --------- | --- | -- | -- | --- | -- | -- | -- | ----- | --- | ----- |
| 2001   | Texas     | 4   | 0  | 0  | 0   | 0  | 1  | 0  | 12.0  | 4   | 6,75  |
| 2003   | Texas     | 38  | 13 | 1  | 1   | 9  | 8  | 1  | 116.2 | 94  | 5,09  |
| 2004   | Texas     | 25  | 15 | 0  | 0   | 6  | 7  | 1  | 104.1 | 57  | 5,61  |
| 2005   | Texas     | 9   | 4  | 0  | 0   | 1  | 2  | 0  | 29.2  | 15  | 6,67  |
| 2006   | Texas     | 1   | 1  | 0  | 0   | 0  | 1  | 0  | 3.1   | 1   | 18,90 |
| 2008   | Seattle   | 32  | 14 | 0  | 0   | 5  | 8  | 0  | 112.1 | 58  | 5,21  |
| 2009   | Minnesota | 35  | 1  | 0  | 0   | 1  | 1  | 0  | 64.1  | 42  | 4,62  |
| 2010   | NY Mets   | 27  | 26 | 2  | 1   | 11 | 9  | 0  | 174.1 | 104 | 2,84  |
| Totaux | Totaux    | 171 | 74 | 3  | 2   | 33 | 37 | 2  | 617.0 | 375 | 4,70  |

Note : G = Matches joués ; GS = Matches comme lanceur partant ; CG = Matches complets ; SHO = Blanchissages ; 
V = Victoires ; D = Défaites ; SV = Sauvetages ; IP = Manches lancées ; SO = Retraits sur des prises ; ERA = Moyenne de points mérités.